# Послание Варнавы
Посла́ние Варна́вы (греч. Βαρνάβα Ἐπιστολή) — не вошедшее в канон Нового Завета анонимное послание на древнегреческом языке, написанное между 70 и 132 годами н. э. В первые 4 века христианской религии относилось к антилегоменам, книгам, которые одни христиане почитали как Священное Писание, а другие относили к апокрифам, пока Евсевий Кесарийский окончательно не причислил его к последним. Климент Александрийский и Ориген приписывали Послание апостолу Варнаве, упоминаемому в книге Деяний, но в настоящее время эта атрибуция отвергнута.

## Свидетели текста
Древнейшей рукописью, в которой содержится полный текст послания, является Синайский кодекс IV века (S), открытый в 1859 году Константином Тишендорфом.
Ещё одним свидетелем полного текста является Иерусалимский кодекс XI века (H), обнаруженный Филофеем Вриеннием в 1873 году и помимо Послания Варнавы также включающий в себя Дидахе, 2 Послания Климента и более пространную версию Посланий Игнатия Антиохийского.
Семейство из 10 (или 11) рукописей, зависящих от Кодекса XI века Vaticanus graecus 859 (G), содержит главы 5:7b—21:9, помещённые как продолжение сокращенного текста Послания Поликарпа к Филиппийцам (1:1—9:2).
Старолатинская версия (L), возможно, не позднее конца IV века, сохранившаяся в единственной рукописи IX века (Санкт-Петербург, Q.v.I.39), содержит первые 17 глав без раздела «Два пути» (18—21). В целом это достаточно буквальный, хотя и сокращённый перевод. S и H обычно согласны в чтениях. G часто соглашается с L против S и H.
Небольшой фрагмент папируса (PSI 757) III—IV века содержит первые 6 стихов главы 9, существует также несколько фрагментов на сирийском (главы 1, 19, 20).
Послание Варнавы цитировали Климент Александрийский, Ориген, Дидим Слепой и Иероним Стридонский.

## Канонический статус и авторство

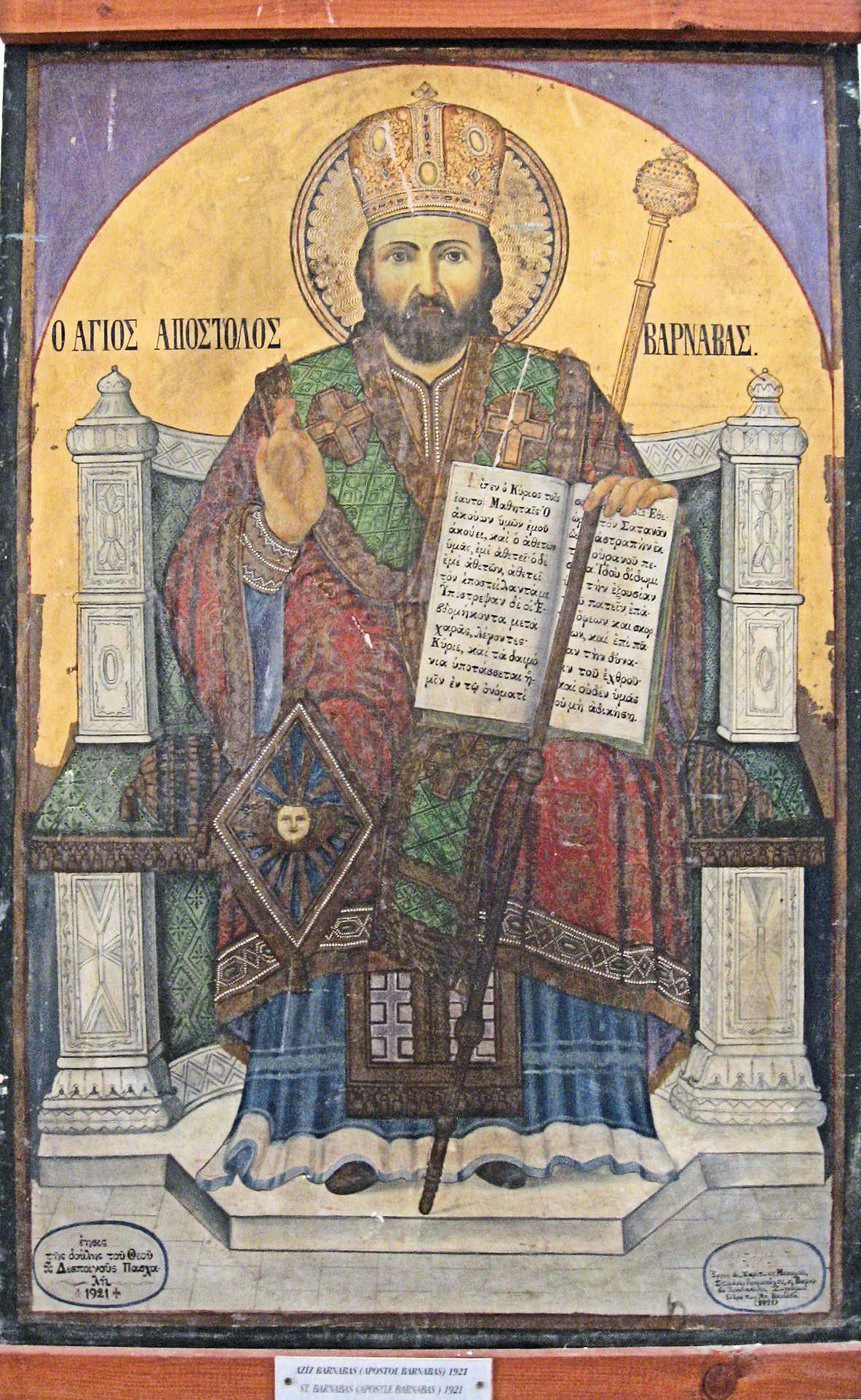
Икона св. Варнавы

Климент Александрийский (ок. 150 — ок. 215) и Ориген (ок. 184 — ок. 253) приписывают Послание апостолу Варнаве, сподвижнику апостола Павла. Цитаты из Послания Климент предваряет словами «говорит апостол Варнава». Ориген называет его «Соборным посланием Варнавы». Включение его в непосредственной близости к Новому Завету в Синайском и Иерусалимском кодексах свидетельствует о почти каноническом авторитете, которым Послание обладало  для некоторых христиан, что вовсе не обязательно свидетельствует о его каноничности.
Евсевий Кесарийский (260/265—339/340) исключил Послание Варнавы из числа «принятых книг», относя его к подложным (νοθοι) произведениям, но в то же время применяя к нему, как и ко многим другим, термин «спорные книги», но не: «спорные произведения, которые, тем не менее, признаются многими» (к которым он относил Послание Иакова, Второе послание Петра, Второе и Третье послания Иоанна). Что касается Книги Откровения, то Евсевий писал, что она была отвергнута некоторыми, но у других была в числе принятых книг.
В Клермонтском кодексе VI века каталог книг Ветхого и Нового Завета (составленный около III—IV веков) упоминает Послание Варнавы в числе книг, каноничность которых оспаривается.
Стихометрия Никифора относит Послание Варнавы к «спорным» новозаветным произведениям, наряду с Книгой Откровения, Откровением Петра и Евангелием от Евреев, но не к апокрифам.

## Время и место написания
В Послании Варнавы сказано:
Бог же говорит ещё: «вот те, которые разрушили этот храм, те самые и созиждут его» (Ис 49.17). Это теперь и совершается. Ибо за то, что они постоянно воюют, храм их разрушен врагами, и теперь подданные их врагов восстановят его.(16:3—4)
Отсюда выводится, что оно было написано после разрушения Храма в 70 году н. э. и не позднее 132 года, когда произошло Восстание Бар-Кохбы, после которого о восстановлении Храма не могло быть и речи. Более точную дату определить невозможно.
Предполагаемым местом создания Послания считается Александрия Египетская, где оно впервые засвидетельствовано Климентом. На Александрию указывает и аллегорический стиль толкования Библии. В главе 9 автор упоминает служащих идолам жрецов и обрезание, практикуемое в Египте. Тем не менее, некоторые учёные предполагают, что Послание происходит из Сирии или Малой Азии.

## Содержание
Несмотря на то, что в Послании присутствуют некоторые черты эпистолярного характера, оно имеет форму не столько письма, сколько трактата, и в этом похоже на Послание к Евреям, которое Тертуллиан также приписывал апостолу Варнаве.
В первой части послания Варнавы (главы 1—17) автор стремится показать, что писания Ветхого Завета в действительности являются христианскими и понимать их следует духовно, а не буквально: истинная жертва — это сокрушённое сердце (глава 2), истинный пост — воздержание от несправедливости (глава 3), истинное обрезание — в том, чтобы слушать Слово Божие и повиноваться ему (глава 9), воздержание от нечистых животных — это избегание общения с людьми, которые напоминают их своим образом жизни (глава 10), а Храм Божий — не здание, а собрание верующих (глава 16). Вторая часть Послания (18—21) — это версия учения о «двух путях», которое также встречается в первых пяти главах Дидахе.
В тексте Послания Варнавы присутствуют аграфы. Из канонических новозаветных книг автор лишь дважды цитирует Евангелие от Матфея (4:14 и 5:9 Послания), тогда как Ветхий Завет в версии Септуагинты, в том числе Второканонические книги, цитируется в нём очень обильно.
Для Послания Варнавы характерно типичное для раввинистической литературы творческое толкование библейских текстов, известное как мидраш. Оно находит своё применение и в канонических книгах Нового Завета (например, в Ин. 3:14; Гал. 4:21–31; 1 Петра. 3:18–22), других раннехристианских трудах.

Автором также используется другая техника древнееврейского толкования — гематрия, поиск скрытого смысла в числовом значении букв. Самый известный новозаветный пример её использования находится в Книге Откровения: «Здесь мудрость. Кто имеет ум, тот сочти число зверя, ибо это число человеческое; число его 666» (Откр. 13:18), что, по распространённому теперь толкованию, означает «Нерон Кесарь», записанное еврейскими буквами. Толкование Бытия 17:23–27 в Варнаве 9:7–8 считается классическим примером аллегорического или мидрашистского толкования:
Итак, узнайте, чада, о всём обстоятельно. Авраам, который первый ввёл обрезание, предвзирая духом на Иисуса, обрезал дом свой, содержа в уме своём таинственный смысл трёх букв. Писание говорит: «обрезал Авраам из дома своего (Быт. 17:27) десять, и восемь, и триста мужей» (Быт. 14:14). Какое же ве́дение было дано ему в этом? Узнайте сперва, что такое десять и восемь, и потом, что такое триста. Десять и восемь выражаются, — десять буквою йота (I), восемь буквою ита (Н), и вот начало имени Иисус. А так как крест в образ буквы тав (Т), должен был указывать на благодать искупления, то и сказано: «и триста». Итак, в двух буквах открывается имя Иисус, а в одной третьей крест. Знает это Тот, Кто положил в нас постоянный дар Своего учения! Никто не слышал от меня слова, более совершенного; но я знаю, что вы достойны того.
Та же самая гематрия была принята Климентом Александрийским и некоторыми другими отцами Церкви.
Столь творческий подход к толкованию Библии находит понимание далеко не у всех учёных. Так, в 1867 году Александр Робертс и Джеймс Дональдсон в своей «Доникейской христианской библиотеке» критиковали Послание Варнавы за «абсурдные и пустяковые толкования Писания, которые он предлагает». Как пишет Эндрю Лаут, «Послание Варнавы кажется странным для современных ушей: аллегория вышла из моды, а в послании ничего другого нет. Мода, запрещающая аллегорию, появилась совсем недавно, а мода меняется».